# Bathycletopsyllus hexarthra
Bathycletopsyllus hexarthra is een eenoogkreeftjessoort uit de familie van de Cletopsyllidae. De wetenschappelijke naam van de soort is voor het eerst geldig gepubliceerd in 1999 door Huys & Lee.